# Samuel Rudolf Frisching

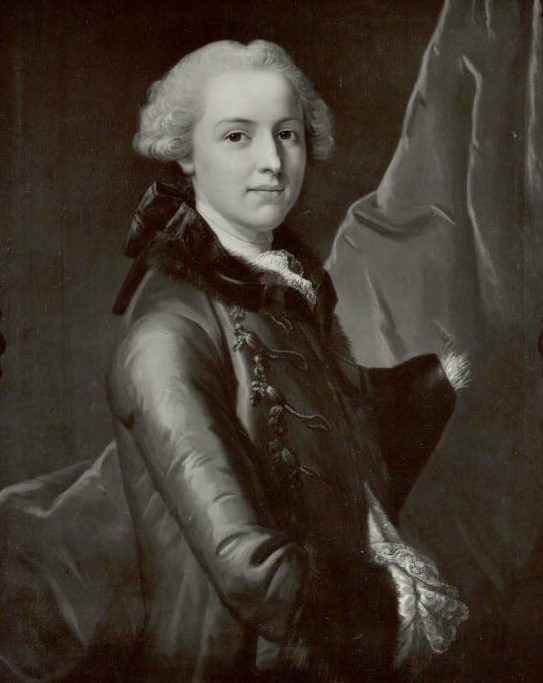
Samuel Rudolf Frisching, Bildnis von Emanuel Handmann (1762)

Samuel Rudolf Frisching (* 11. Dezember 1746; † 1809 in Dijon) war ein bernischer Dragonerhauptmann.

## Leben
Er war der Sohn des Johann Rudolf Frisching aus der Patrizierfamilie Frisching und der Margaretha Frisching und ein Enkel des Rudolf Emanuel Frisching. Er erbte das Frischinghaus in Bern, Schloss Rümligen sowie die Campagne Morillon bei Bern, verheiratet war er mit Rosina Margaritha von Tscharner, mit der er eine Tochter hatte. Frisching trug in Bern den Übernamen «Kramburg», der von seinem fiktiven Amt «Landvogt von Kramburg» im Äusseren Stand herrührte. Die Vogtei Kramburg war nach der Ruine Kramburg benannt. Am 13. Dezember 1780 verliess er mit seiner Geliebten Susanna Katharina Mutach (1741–1793), Gattin des Gottlieb Fischer vom Oberried die Stadt Bern. Der Abschiedsbrief an ihren Gatten beinhaltete die Worte: «A la veille de mon départ; vous ne me reverrez plus, vous ne me lirez plus, je m'abandonne au seul être à qui j'ai donné ma confiance; si je suis malhereux, mon malheur est sans remède. Je vous recommande mom anfant». Die beiden gelangten via Karlsruhe, Schwetzingen und Mannheim nach Darmstadt, wo sie sich als «Baron et Baronne de Crambourg» ausgaben. Die beiden reisten in den kommenden Jahren durch England, Belgien, Frankreich, Italien und Österreich und der Innerschweiz, durften jedoch vorderhand nicht nach Bern zurückkehren. Catharina Mutach verstarb am 5. Juli 1793 in Bayonne an der Wassersucht. Frisching besuchte am 18. März 1797 seinen Onkel Albrecht Frisching in Uttigen und erhielt am 31. März sein Burgerrecht zurück, mit der Auflage, keinem Erwerbsleben nachzugehen. In den folgenden Jahren hielt er sich mehrfach in Bern, Uttigen und Rümligen auf.
Franz Sigmund von Wagner nannte Frisching den «bernischen Alkibiades». Ein Übername, den Frisching sich selber gab, denn eines seiner insgesamt drei nachgewiesenen Exlibris enthält nebst dem Wappen der Frisching eine Büste, die Unterschrift «ALCIBIADE» sowie das Motto «probe et fortiter».
Ein Teil von Frischings Bibliothek wurde am 17. November 2021 in Zofingen versteigert.

## Archivalien
- RECUEIL [Reiseerinnerungen; Manuskript], 1780–1805, Privatbesitz
- Persönliche Papiere, 1794–1795, FA von Tscharner A 126 (17) im Katalog der Burgerbibliothek Bern
- Rosina Margaretha Frisching-Tscharner, "Etat der Revenuen" wegen Scheidung von Samuel Rudolf von Frisching, 1791, FA von Tscharner A 126 (18) im Katalog der Burgerbibliothek Bern
- Dokumente, s.d., Familienarchiv Frisching, Mss.h.h.XXXIV.154 (7) im Katalog der Burgerbibliothek Bern

Dokumente
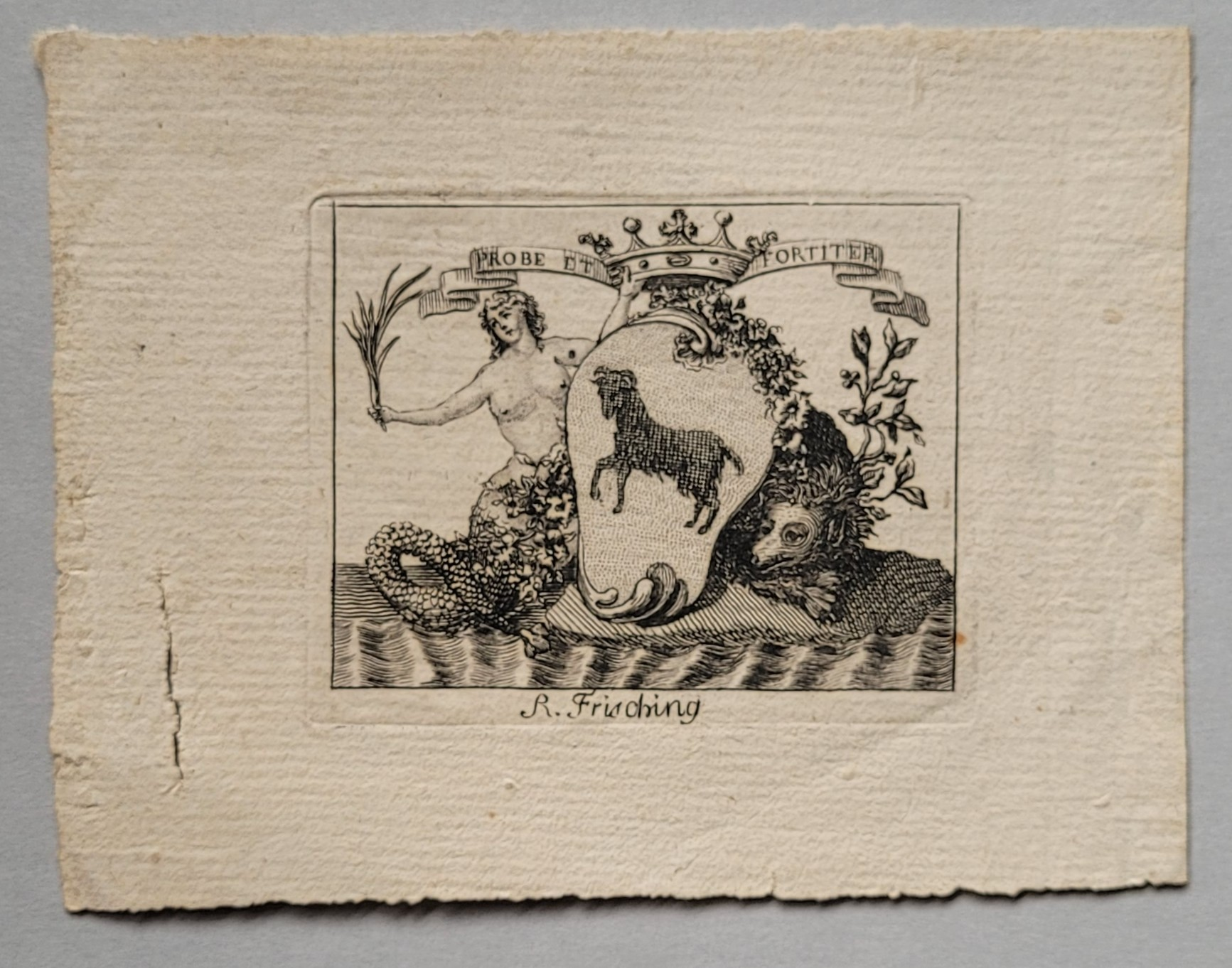
Ex libris für Samuel Rudolf Frisching
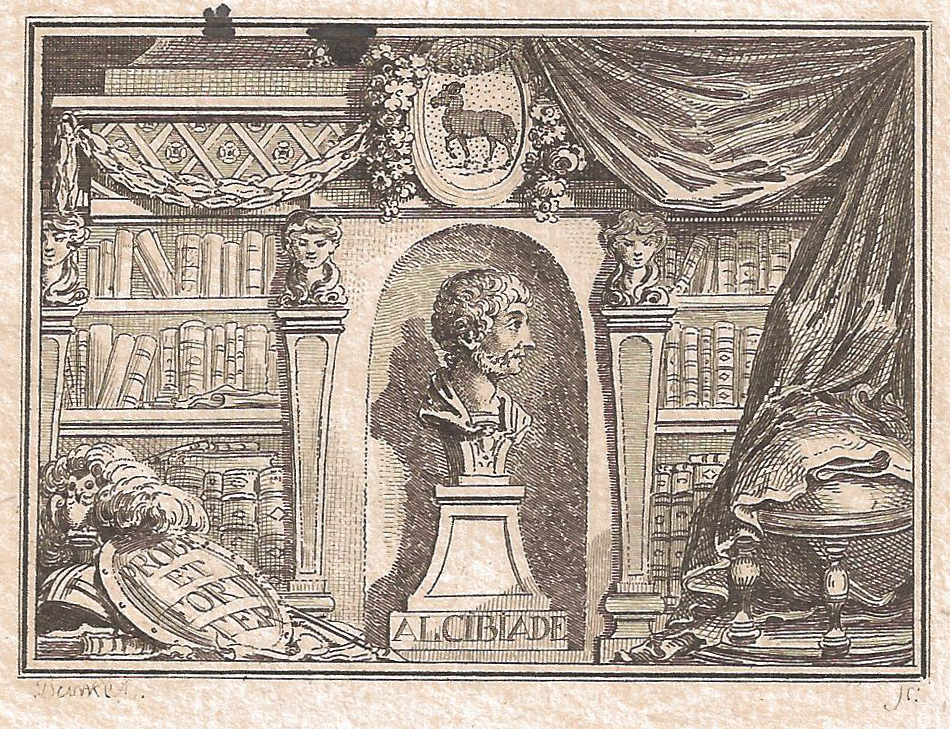
Ex libris für Samuel Rudolf Frisching von Balthasar Anton Dunker (um 1778/79)
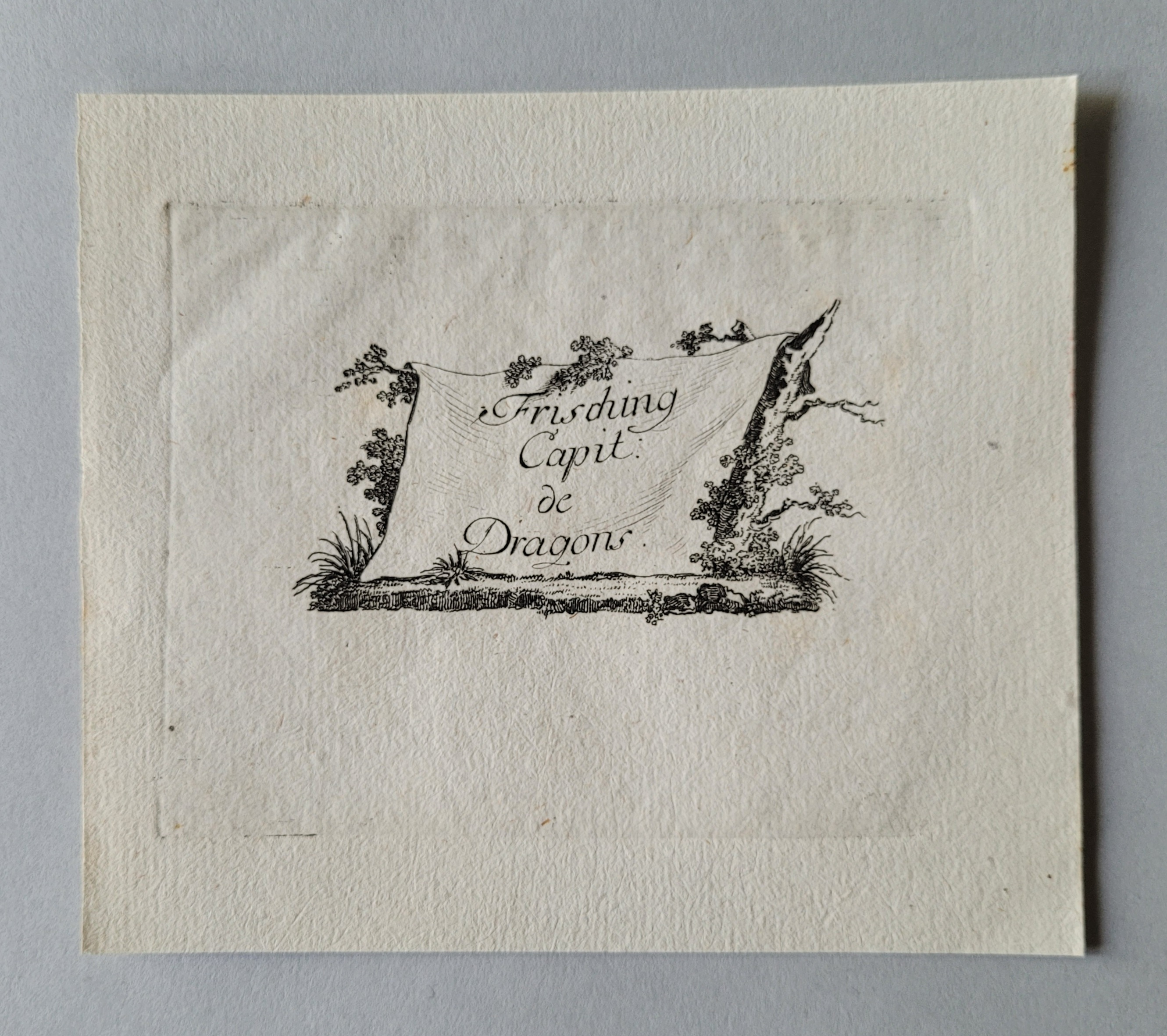
Ex libris für Samuel Rudolf Frisching von Balthasar Anton Dunker (um 1780)
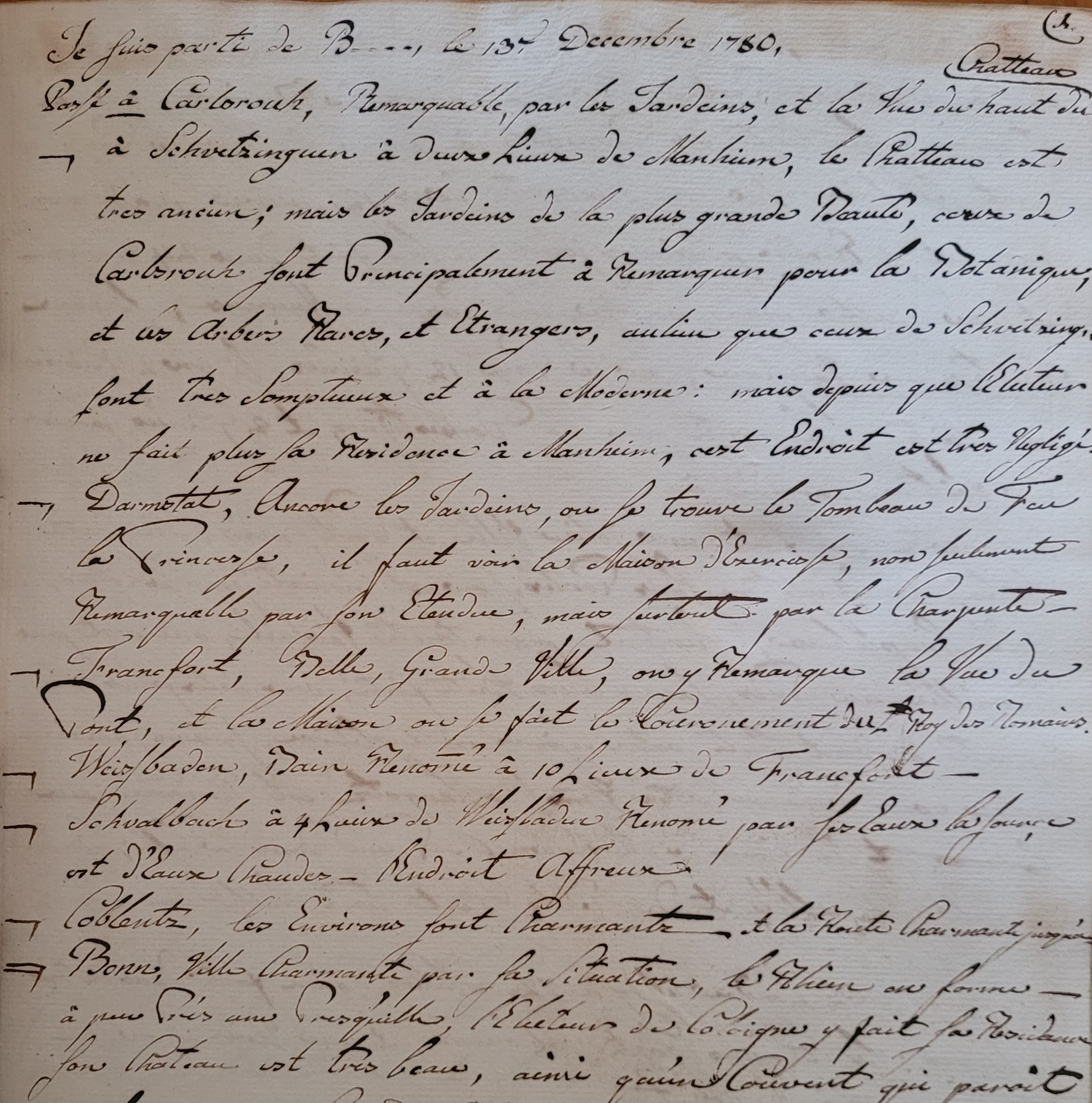
Samuel Rudolf Frisching, erste Seite aus RECUEIL (Reiseerinnerungen, 1780)